# 맹형규
맹형규(孟亨奎, 1946년 8월 9일 ~ )는 대한민국의 기자 출신 정치인이다.

## 생애
- 1946년 8월 9일 서울에서 태어나 경복고등학교와 연세대학교 정치외교학과를 졸업했다.
- 연세대학교를 졸업하고 1973년 연합통신에 입사해 연합통신의 런던 특파원을 맡았고, 1989년에는 국민일보의 워싱턴 특파원을 거쳤다.
- 1991년에 SBS가 개국하자 SBS 8시 뉴스의 초대 앵커를 맡았으며, 1995년 9월 19일에 SBS를 퇴사하고 신한국당에 입당하며 정계에 입문했다.

새누리당의 대변인과 정책위원회 의장 등 주요 당직을 맡았으며, 이명박 대통령 당선인의 대통령직인수위원회의 총괄 간사로 일했으나 2008년 대한민국 제18대 국회의원 선거에서 새누리당의 공천을 받지 못했다. 2008년 총선에 불출마한 후에는 청와대 정무수석을 거쳐 제3대 행정안전부 장관에 취임, 이명박 정부의 임기가 끝나는 2013년 3월까지 재임하고 정치 일선에서 물러났다.
대표적인 중도파 정치인으로 알려져 있다. 다만 정치 계파는 친이계였고, 정치 일선에서 물러난 후에는 이명박 대통령 기념재단의 이사장으로 활동 중이다.

## 학력
- 1959년 서울청운국민학교 졸업
- 1962년 경복중학교 졸업
- 1965년 경복고등학교 졸업
- 1972년 연세대학교 사회과학대학 정치외교학 학사

## 역대 선거 결과
|  | 39.73% |

|  | 54.77% |

|  | 54.06% |

|  | 76.8% |

## 소속 정당
| 소속 정당 | 소속 정당  | 소속 기간 | 비고                |
| --------- | ---------- | --------- | ------------------- |
|           | 민주자유당 | 1995      | 정계 입문           |
|           | 신한국당   | 1995~1997 | 당명 변경           |
|           | 한나라당   | 1997~2008 | 합당                |
|           | 무소속     | 2008~2009 | 탈당                |
|           | 한나라당   | 2009~2012 | 복당                |
|           | 새누리당   | 2012~2017 | 당명 변경 정계 은퇴 |
|           | 자유한국당 | 2017~2020 | 당명 변경           |
|           | 미래통합당 | 2020      | 합당                |
|           | 국민의힘   | 2020~현재 | 당명 변경           |

## 같이 보기
- 송파구 갑
- 송파구 을
- 서울 송파구의 국회의원
- 대한민국의 대통령비서실 수석비서관
- 대한민국의 행정안전부 장관
- 이명박